# Bảo tàng ở Brodnica
Bảo tàng ở Brodnica (tiếng Ba Lan: Muzeum w Brodnicy) là một bảo tàng tọa lạc tại số 1 Phố st James, Brodnica, Ba Lan.

## Lịch sử
Bảo tàng ở Brodnica được thành lập vào năm 1973. Ban đầu, Bảo tàng có tên là Bảo tàng Khu vực ở Brodnica. Năm 1989, Bảo tàng được đổi tên thành Bảo tàng ở Brodnica.
Trụ sở chính của Bảo tàng là tòa nhà trước đây từng là một kho thóc được xây dựng vào thế kỷ 17. Ngoài ra, các bộ sưu tập của Bảo tàng còn được đặt tại các cơ sở sau:
- Tầng hầm của Lâu đài Brodnica ở số 1 Phố Zamkowa, được xây dựng vào thế kỷ 14
- Cổng Chełmno (Cổng đá) ở số 4 Quảng trường chợ nhỏ

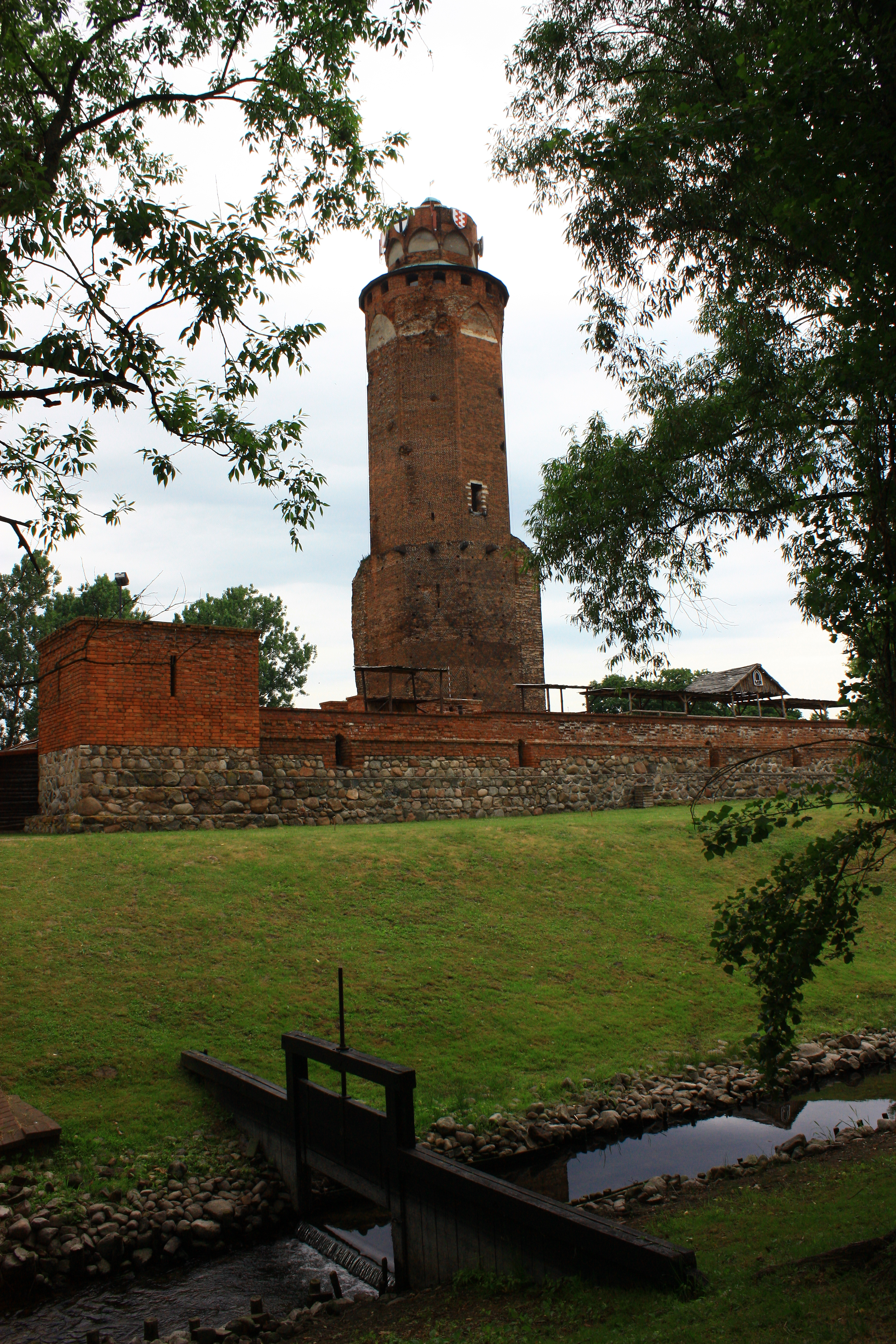
Lâu đài Brodnica
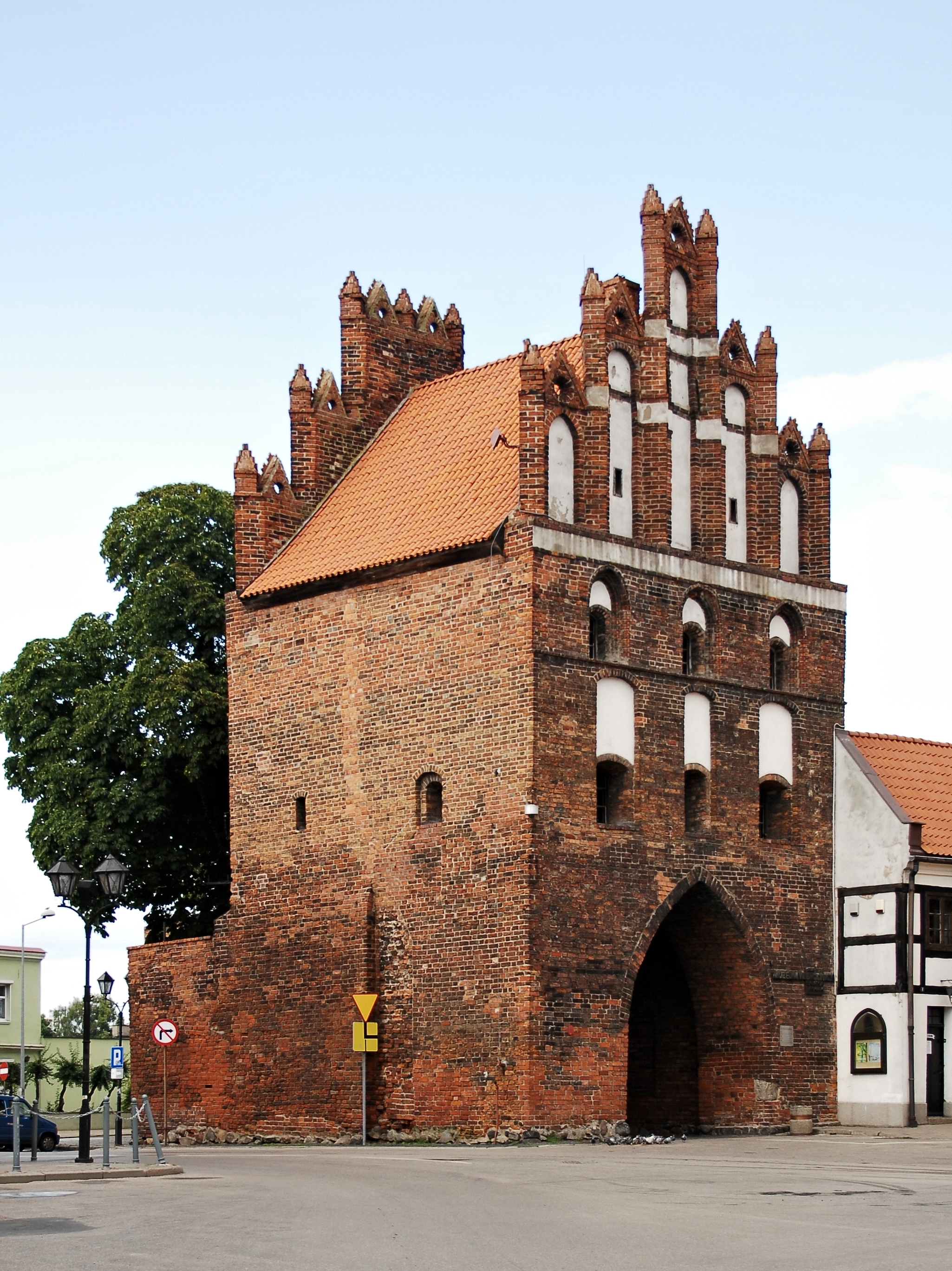
Cổng Chełmno (Cổng đá)

## Triển lãm
Bộ sưu tập của Bảo tàng ở Brodnica hiện đang bao gồm các triển lãm thường trực sau:
- Địa điểm khảo cổ "Cuộc sống hàng ngày của những thợ săn thời kỳ đồ đá cũ ở Mszana vào 10.000 năm trước"
- Địa điểm khảo cổ "Vùng Brodnica thời Trung cổ"
- "Tác phẩm điêu khắc và các chi tiết kiến trúc từ nhà nguyện trong Lâu đài Brodnica"

## Giờ mở cửa
Bảo tàng ở Brodnica hoạt động quanh năm, mở cửa tất cả các ngày trong tuần trừ thứ Hai. Khách tham quan phải trả phí vào cửa.